# 熱帶風暴海葵 (2017年)
熱帶風暴海葵（英語：Tropical Storm Haikui，國際編號：1724，聯合颱風警報中心：WP302017，菲律賓大氣地球物理和天文服務管理局：Salome）是2017年太平洋颱風季第24個被命名的熱帶氣旋。「海葵」一名由中國大陸提供，意思為一種形狀如花朵的海洋動物。

## 發展過程
海葵的形成可追溯到11月6日，當時歐洲中期天氣預報中心的電腦預算，熱帶擾動在11日進入南海後會形成熱帶氣旋，行經海域的垂直風切低加上海溫有29度攝氏，利於熱帶系統發展，在9日中華民國交通部中央氣象局率先在凌晨2時的天氣圖上將該系統標記為熱帶性低氣壓，不久後日本氣象廳在上午8時的天氣圖上標記為熱帶低氣壓，不久後聯合颱風警報中心將該系統升格為熱帶性低氣壓，給予編號WP302017，預計進入南海後將逐漸增強，並移向海南島一帶，日本氣象廳在同日晚上9時率先將此系統升格為熱帶風暴，給予編號1724，命名為海葵
，不久後中央氣象局和香港天文台分別將海葵升格為輕度颱風和熱帶低氣壓，而中华人民共和国国家气象中心也在同日晚上11時7分升格為熱帶風暴，此時各國路徑大多預測將在海南島南方通過，後來預測轉向越南登陸。另外，海葵的環流較小，中央氣象局認定七級風半徑只有80公里，而聯合颱風警報中心和香港天文台直到11月10日下午4時才將海葵升格為熱帶風暴。
雖初期有部分氣象部門預測海葵會升格為颱風級，但增強的速度不如預期，之後，國家氣象中心、香港天文台、地球物理暨氣象局一度將海葵升格為強烈熱帶風暴，但隨後因受垂直風切的影響，高低層分離，強度開始減弱，聯合颱風警報中心在11日晚上11時率先將海葵降格為熱帶性低氣壓，翌日上午9時香港天文台跟進，兩小時後聯合颱風警報中心對海葵發出最後的報告，臺灣中央氣象局也在14時把海葵降格為熱帶性低氣壓，而日本氣象廳在14時45分將海葵降格為熱帶低氣壓，翌日臺灣中央氣象局和日本氣象廳在地面天氣圖上標示海葵已經消散。
中國國家氣象中心在2018年5月1日發佈的「2017年熱帶氣旋最佳路徑數據」中，把海葵的強度向下修訂為熱帶風暴，接近中心最高持續風速從每秒25米（每小時90公里）下調至每秒23米（每小時85公里），並把海葵的中心氣壓上調至990百帕斯卡。

## 影響

### 菲律賓
當地發出之最高風暴信號：二號風暴信號
大氣地球物理和天文服務管理局在9日上午8時發出一號風暴信號，當時海葵位於蒙德拉貢，由於海葵在菲律賓境內增強為熱帶風暴，達到二號風暴信號的標準，在同日晚上11時海葵位於馬塔阿斯那卡海時發出二號風暴信號隨者海葵離去，翌日上午8時海葵位在伊巴西南方90公里時取消二號風暴信號，並在三小時後海葵移到奥隆阿波時取消所有風暴信號，影響菲律賓期間，未造成重大傷亡及財產損失。

### 中國大陸
当地发布之最高台风预警信号： 颱風藍色預警信號
| 行政區 | 最高預警信號     |
| ------ | ---------------- |
| 海南省 | 颱風藍色預警信號 |

由於海葵進入南海，逐漸對海南島構成威脅，国家气象中心在10日上午6時發出颱風藍色預警信號，當時位於海南省三沙市永兴岛東南東方约830公里。

### 香港
海葵曾經以強烈熱帶風暴強度在香港以南400至500公里內掠過，但當時由於風暴的環流小，所以香港天文台沒有發出任何熱帶氣旋警告信號。天文台表示，海葵將會在11日到12日間最接近當地，而且會和東北季風產生共伴效應影響，對香港帶來較大的風勢，也會下雨，香港天文台於11月11日晚上9時40分發出強烈季候風信號。

### 澳門
11月10-11日，澳門氣象局稱，熱帶風暴“海葵”正以偏西方向橫過南海中部，預料海葵與澳門保持至少約500公里的距離，除非“海葵”轉為以較偏北的路徑更接近本澳，或突然增強，否則懸掛熱帶氣旋信號的機會不大。受東北季候風影響，澳門今晚及未來2日間中有雨，風勢較大，橋上或會間中出現強風。

## 熱帶氣旋警告使用紀錄

### 菲律賓
| 菲律賓大氣地球物理和天文服務管理局 風暴信號 | 菲律賓大氣地球物理和天文服務管理局 風暴信號 | 菲律賓大氣地球物理和天文服務管理局 風暴信號 |
| ------------------------------------------- | ------------------------------------------- | ------------------------------------------- |
| 上一熱帶氣旋                                | 一號風暴信號                                | 下一熱帶氣旋                                |
| 颱風達維                                    | 一號風暴信號                                | 熱帶風暴鴻雁                                |
| 颱風卡努                                    | 二號風暴信號                                | 熱帶風暴啟德                                |

### 中國大陸
| 国家气象中心 颱風預警信號 | 国家气象中心 颱風預警信號 | 国家气象中心 颱風預警信號 |
| ------------------------- | ------------------------- | ------------------------- |
| 上一熱帶氣旋              | 颱風藍色預警信號          | 下一熱帶氣旋              |
| 強颱風達維                | 颱風藍色預警信號          | 熱帶風暴鴻雁              |

## 外部連結
| 太平洋颱風季             |
| 主題頁 - 專題 - 編輯指南 |

- （英文）颱風2000：各氣象部門對海葵的預測路徑集合 （页面存档备份，存于）
- （英文）美國太空總署：相關資料 （页面存档备份，存于）
- （日語）日本氣象廳：數位颱風網資料（日文版 （页面存档备份，存于）、英文版 （页面存档备份，存于））、1724最佳路徑數據（日文版 （页面存档备份，存于）、英文版 （页面存档备份，存于））、2017年熱帶氣旋最佳路徑圖（日文版 （页面存档备份，存于）、英文版 （页面存档备份，存于））、2017年熱帶氣旋最佳路徑數據 （页面存档备份，存于） （页面存档备份，存于）
- （英文）美國聯合颱風警報中心：30W最佳路徑數據 （页面存档备份，存于）、最佳路徑圖 （页面存档备份，存于） （页面存档备份，存于）
- （英文）美國海軍研究實驗室：30W檔案 （页面存档备份，存于）
- （简体中文）中國國家氣象中心：2017年熱帶氣旋最佳路徑數據 （页面存档备份，存于）
- （繁體中文）臺灣交通部中央氣象局：颱風資料庫——轻度台风海葵
- （繁體中文）香港天文台：2017年11月熱帶氣旋概述 （页面存档备份，存于）、實時天氣稿（11月9日 （页面存档备份，存于）－10日 （页面存档备份，存于）－11日 （页面存档备份，存于））
- （英文）菲律賓大氣地球物理和天文管理局：熱帶氣旋發佈存檔 （页面存档备份，存于）、《2017年熱帶氣旋路徑年報》 （页面存档备份，存于）